# Juara
Juara är en kommun i Brasilien.   Den ligger i delstaten Mato Grosso, i den centrala delen av landet, 1 200 km nordväst om huvudstaden Brasília. Antalet invånare är 32 769.
Omgivningarna runt Juara är huvudsakligen savann. Runt Juara är det mycket glesbefolkat, med 4 invånare per kvadratkilometer.